# NGC 7524
NGC 7524 (другие обозначения — PGC 70737, MCG 0-59-10) — галактика в созвездии Рыбы.
Этот объект входит в число перечисленных в оригинальной редакции «Нового общего каталога».